# Göta artilleriregemente
Göta artilleriregemente (A 2) var ett artilleriförband inom svenska armén som verkade i olika former åren 1794–1962. Förbandsledningen var förlagd i Göteborgs garnison i Göteborg.

## Historia

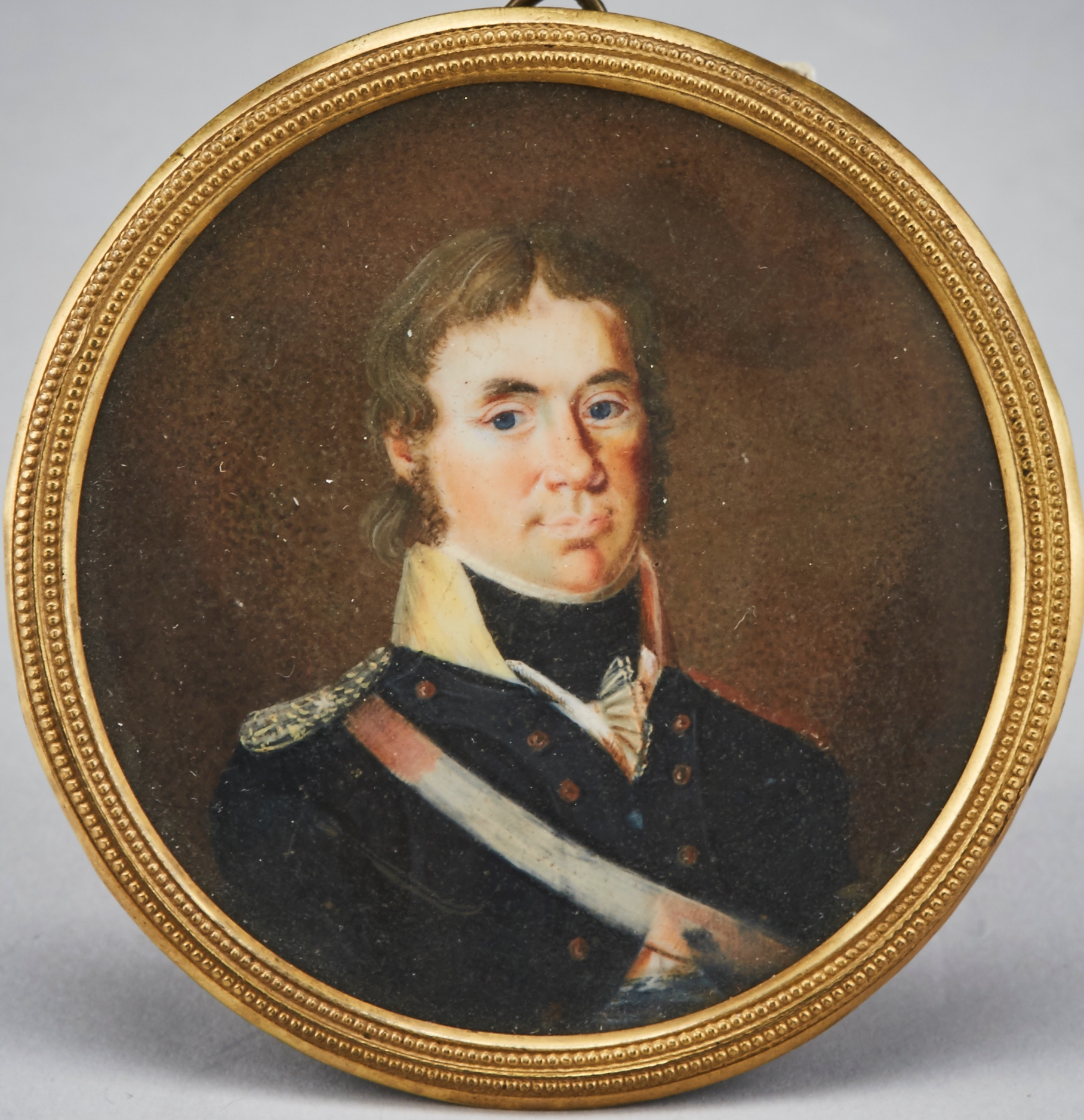
Porträtt av officer (löjtnant) vid regementet, i uniform m/1792.

### Bildandet
Göta artilleriregemente organiserades 1794 när Artilleriregementet delades upp i fyra regementen. Regementet bestod av åtta kompanier, vilka 1801 utökades till 12 i samband med att Garnisonsregementet i Göteborg uppgick i regementet. Samma år förlades manskapet till Borgerskapets kasern som man tog över från Garnisonsregementet. Efter att Sverige förlorade den finländska rikshalvan 1809, bildades ur spillrorna av Finska artilleriregementet ett belägringskompani som inordnades i Göta artilleriregemente och sattes som artilleribesättning i Varbergs fästning.

### Rangordningen
Den rangordning som fastställdes första gången mellan regementena i 1634 års regeringsform, började med freden i Fredrikshamn den 17 september 1809 att halta och skapa luckor, då Finland tillföll Ryssland och de svenska regementen i Finland upplöstes. Därmed fanns det ett behov med att skapa ett nytt system. Under kronprins Karl Johans tid infördes 1816 ett nytt numreringssystem, där de svenska regementena genom en generalorder den 26 mars 1816 tillfördes ett officiellt ordningsnummer. Dock infördes det nya numreringssystem endast vid infanteriet och kavalleriet, först 1830 infördes numreringssystem även vid artilleriet. Där Göta artilleristerna blev № 2 Göta artilleriregemente. Till grund för numreringen låg inte bara ett regementes status, utan också de svenska landskapens inbördes ordning, samt att Svealand, Götaland och Norrland skulle varvas. De lägsta ordningsnumren tilldelades "liv- och hus- trupperna". Dessa nummer hade dock ingenting med rangordningen att göra, vilket bland annat framgår av gamla förteckningar där infanteri- och kavalleriförband är blandade just med hänsyn till rang och värdighet.

### 1830 års organisation
Den 1 juli 1830 infördes även en ny organisation inom artilleriet. Där Göta artilleriregemente organiserades på sex batteriet om åtta kanoner, jämte tre depå/fästningskompanier. År 1831 överfördes artilleribesättning vid Varbergs fästning till Karlsborgs fästning för att där utgöra 1. fästningskompaniet. Vid 1872 års organisation hade regementet utökats till tio batterier om sex kanoner, jämte de tre fästningskompanier. Artilleribesättning i Karlsborg utökades till två batterier och ett kompani, samt att två kompanier förlades till Karlsten. År 1882 flyttades 2. fästningskompaniet från Karlstens fästning till Karlsborg, ett till Vaxholms fästning. Genom 1892 års organisation bidrog regementet till bildande av Norrlands artilleriregemente, Andra Göta artilleriregementen samt Karlsborgs artillerikår (kompaniet på Vaxholm hade det lämnat från sig) och antog namnet Första Göta artilleriregemente. Det hade nu kvar sex batterier om sex kanoner. Genom 1901 års organisation ökades det till nio batterier om fyra kanoner, vartill två haubitsbatterier tillkom. År 1904 återfick regementet sitt förra namn, Göta artilleriregemente.

### Ordningsnumret
I samband med 1914 års härordning justerades 1914 samtliga ordningsnummer inom armén. För Göta artilleriregemente innebar det att regementet blev tilldelad beteckningen A 2. Justeringen av beteckningen gjordes för att särskilja regementen och kårer mellan truppslagen. Det med bakgrund till att namn och nummer som till exempel № 3 Livregementets grenadjärkår och № 3 Livregementets husarkår kunde förefalla egendomliga för den som inte kände till att förbanden ifråga tillhörde skilda truppslag.

### Försvarsbesluten
År 1951 motoriserades regementet. Inför försvarsbeslutet 1958 föreslog regeringen för riksdagen att Göta artilleriregemente skulle avvecklas. Det med bakgrund till att regeringen ansåg att artilleriet skulle utbilda hela divisionsförband inom fredsförbandets ram. Något som inte ansågs vara möjligt om inte antalet fredsförband minskades. Att just Göta artilleriregemente föreslogs avvecklas var med bakgrund till att förbandets kasernetablissement ansågs kringbyggt av civila intressen, samt att förbandets skjutfält på långsikt inte motsvarade de krav som medförde med modern artillerimateriel. Utbildningskontingent av värnpliktiga föreslogs fördelas på kvarstående artilleriförband. Regeringen föreslog samtidigt att Kvibergs kaserner skulle kvarstå, då Göteborgs luftvärnskårs kasernetablissement i Högsbo även det var kringbyggt och hade ännu sämre förhållanden jämfört med Kviberg.
Göta artilleriregemente avvecklades och upplöstes som fredsförband den 31 mars 1962. Regementets krigsförband kvarstod dock och fördelades på andra artilleriförband. Efter den 31 mars 1961 fortlevde delar Göta artilleriregemente som en avvecklingsorganisation fram till den 30 september 1962. Den 1 april 1962 övertogs kasernetablissementet i Kviberg av Göteborgs luftvärnskår (Lv 6). Göteborgs luftvärnskår övertog en del av regementets namn och benämndes från och med den 1 juli 1962 Göta luftvärnsregemente. Utöver namnet, så ärvde Göta luftvärnsregemente även regementets minnen och traditioner.

## Förläggningar och övningsplatser

### Förläggning
År 1801 flyttade regementet in i den 1793-1799 uppförda Borgerskapets kasern på Kaserntorget. Själva artilleripjäserna hölls i en särskilt anlagd hall på Magasinsgatan, innan man på 1850-talet uppförde den nya arsenalen på Otterhällan (efter 1904 känt som Kungshöjd). Den 1 oktober 1895 flyttade regementet in i ett nyuppfört kasernetablissement i Kviberg. Borgerskapets kasern revs 1908 för att lämna plats åt stadens nya telegrafstation. År 1945 uppfördes tre nya förläggningskaserner öster om sjukhuset. År 1957 övertogs två av kasernerna av luftvärnet och Arméns radarskola. När regementet avvecklades övertog dess kasernetablissement från den 1 april 1962 av Göteborgs luftvärnskår. Den 30 juni 1994 omlokaliserades Göta luftvärnsregemente till Halmstad och Försvarsmakten lämnade med det kasernetablissementet i Kviberg.

### Övningsplatser
Från 1821 övade regementet på Dösebacken i Kungälv och från 1862 på Tångahed i Vårgårda och från 1884 på Remmene skjutfält utanför Herrljunga.

## Heraldik och traditioner
Regementet tilldelades ett förbandsstandar av kung Gustav V på hans födelsedag den 16 juni 1938. Vid avvecklingen av regementet övertog Göteborgs luftvärnskår traditioner och standaret. Även en del av namnet övertogs av luftvärnskåren, då den 1 juli 1962 namnändrades till Göta luftvärnsregemente. Sedan 2013 förs minnet av regementet vidare av Artilleriregementet.

## Förbandschefer
Nedan anges regementscheferna åren 1794–1962.

- 1794–1801: Anders Lennart Treffenberg
- 1801–1817: Carl Ulrik Silfverschiöld
- 1817–1834: Gillis Edenhjelm
- 1834–1840: Gustaf Adolf Fleming
- 1840–1849: Peter Carl Heijl
- 1849–1858: Bror Munck
- 1858–1860: Knut Schützercrantz
- 1860–1870: Charles Berg
- 1870–1884: Frans Carlsohn
- 1884–1888: Carl Wilhelm Kuylenstierna
- 1888–1898: John Raoul Hamilton
- 1898–1904: Georg Liljenroth
- 1904–1913: Axel Bergenzaun
- 1913–1922: Carl Hamilton
- 1922–1930: Sixten Schmidt
- 1930–1931: Oscar Osterman
- 1931–1936: Gunnar Salander
- 1936–1938: Axel Rappe
- 1938–1943: Sune Bergelin
- 1943–1946: Gunnar Ekeroth
- 1946–1957: Stig Tarras-Wahlberg
- 1957–1960: Alarik Astrup G:son Bergman
- 1960–1962: Nils Gustaf Holmstedt

## Namn, beteckning och förläggningsort
| Kungl Göta artilleriregemente        | 1794-06-23 | – | 1892-12-31 |
| Kungl Första Göta artilleriregemente | 1893-01-01 | – | 1904-12-07 |
| Kungl Göta artilleriregemente        | 1904-12-08 | – | 1962-03-31 |
| Avvecklingsorganisation              | 1962-04-01 | – | 1962-09-30 |

| № 2 | 1830-07-01 | – | 1914-09-30 |
| A 2 | 1914-10-01 | – | 1962-03-31 |

| Göteborg/Otterhällan (F) | 1806-03-31 | – | 1895-09-30 |
| Göteborg/Kviberg (F)     | 1895-10-01 | – | 1962-03-31 |
| Dösebacka slätt (Ö)      | 1821-??-?? | – | 1862-??-?? |
| Tångahed (Ö)             | 1862-??-?? | – | 1962-03-31 |

## Galleri

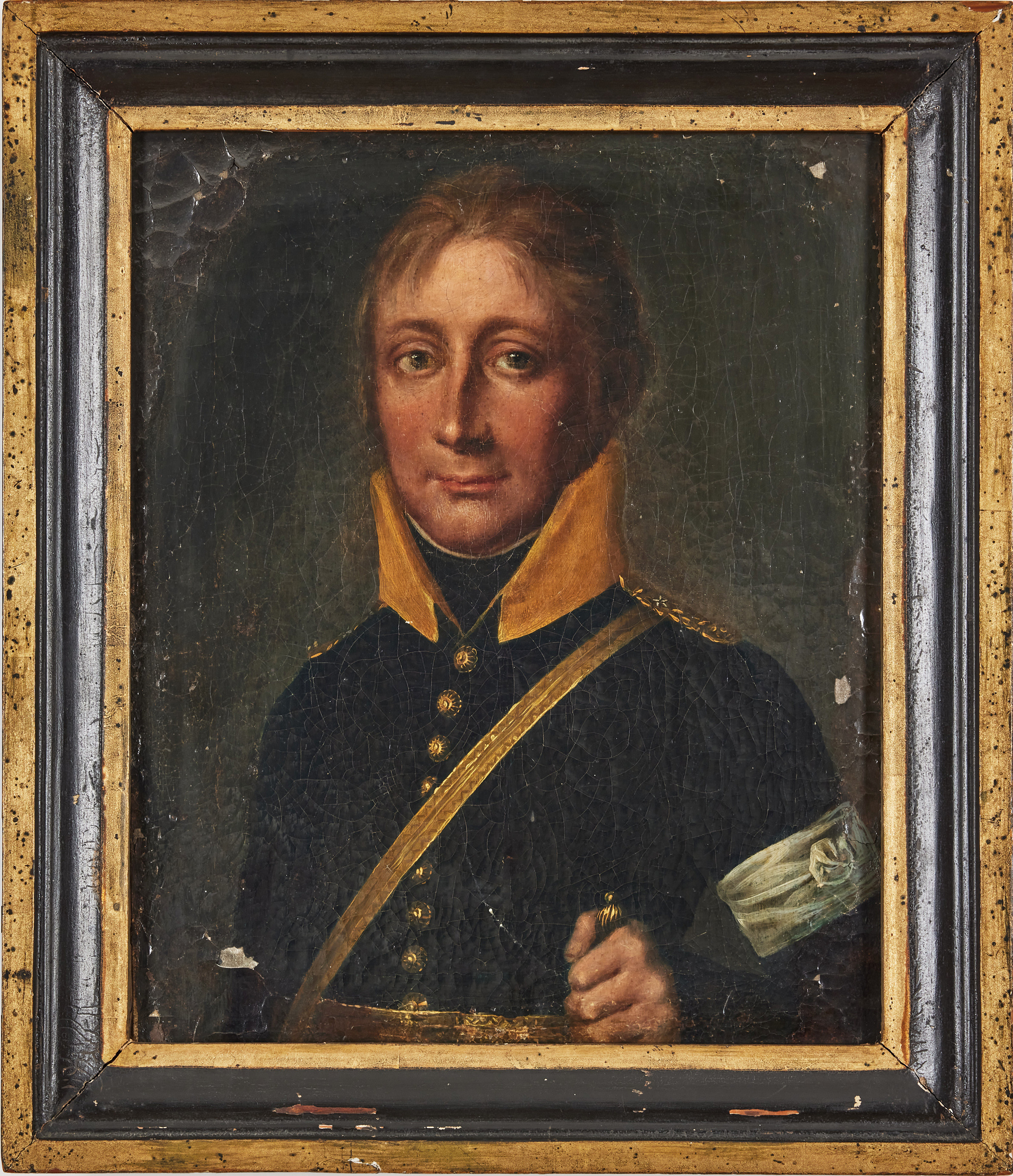
Kapten Jacob Lorentz Staaf iklädd uniform m/1806 för regementet.
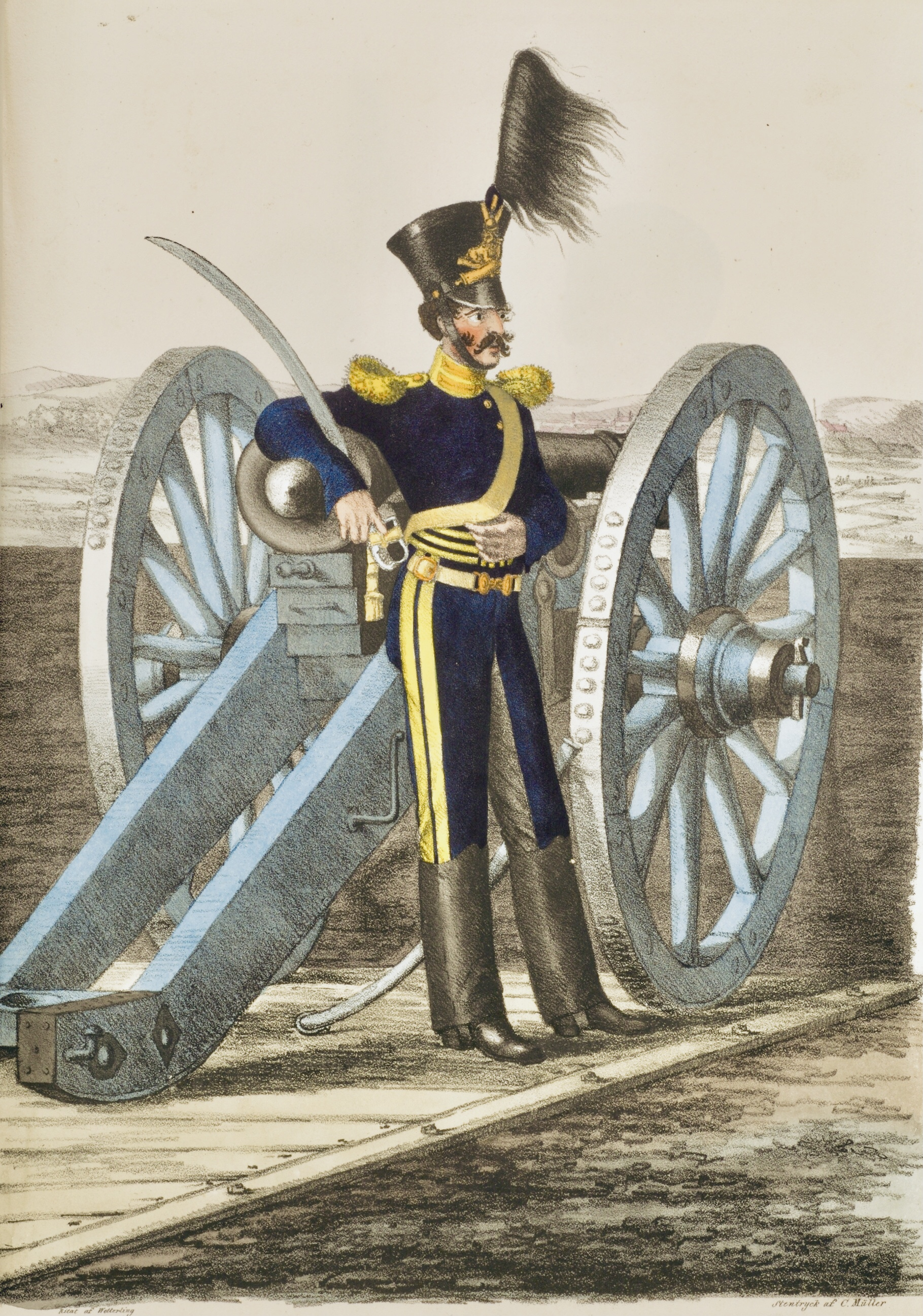
Regementets uniform ca 1825, litografi efter original av Alexander Wetterling.
Regementets uniformer vid början av 1840-talet.
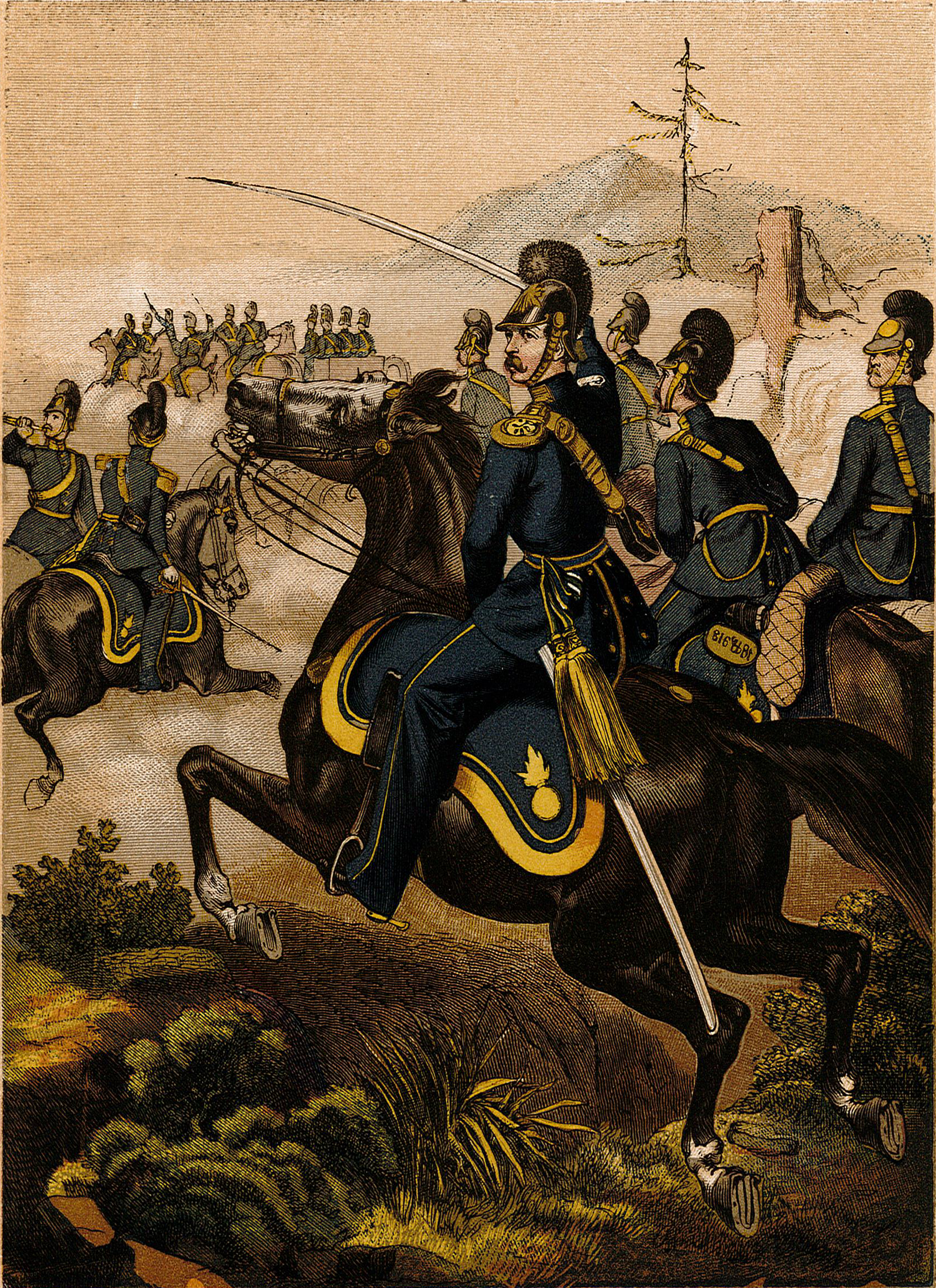
Regementets uniformer vid mitten av 1860-talet.
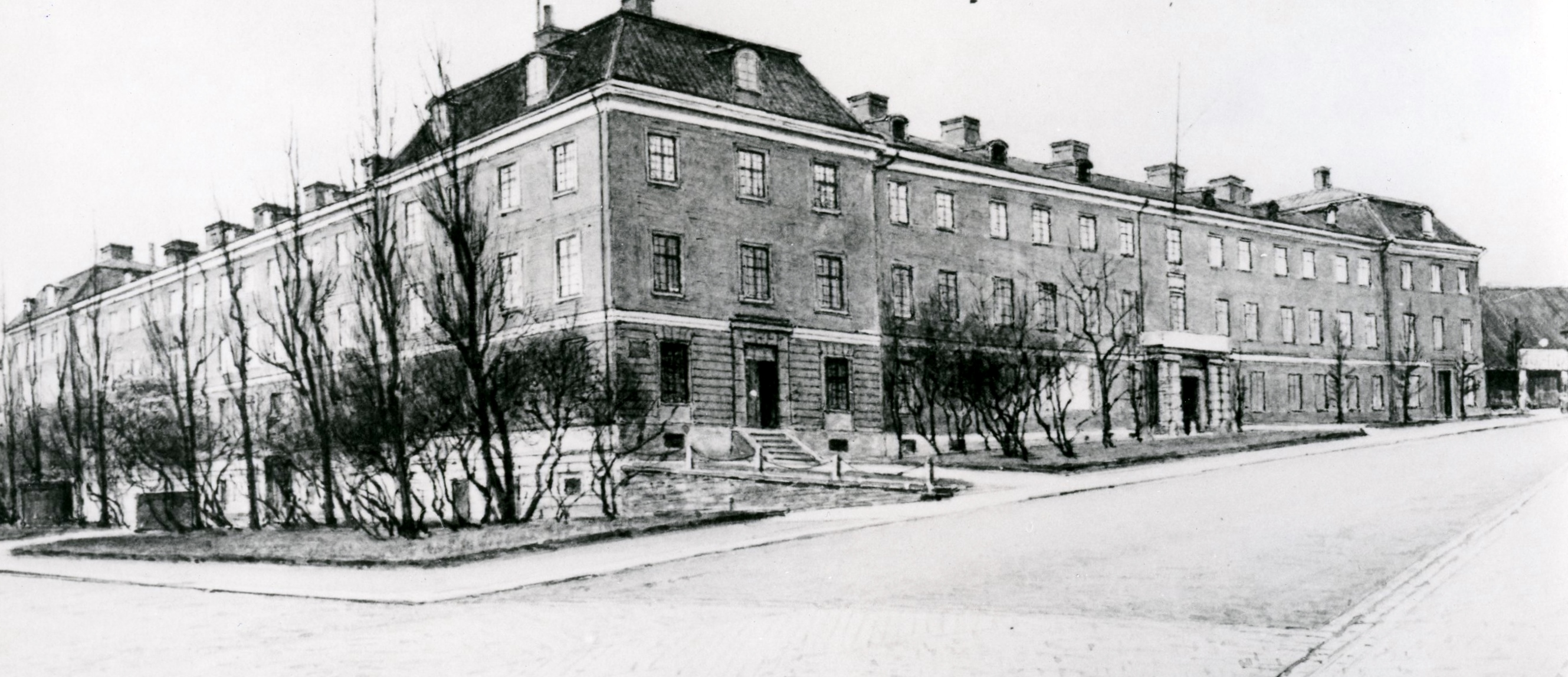
Borgerskapets kasern vid Kaserntorget som man nyttjade 1801-1895.
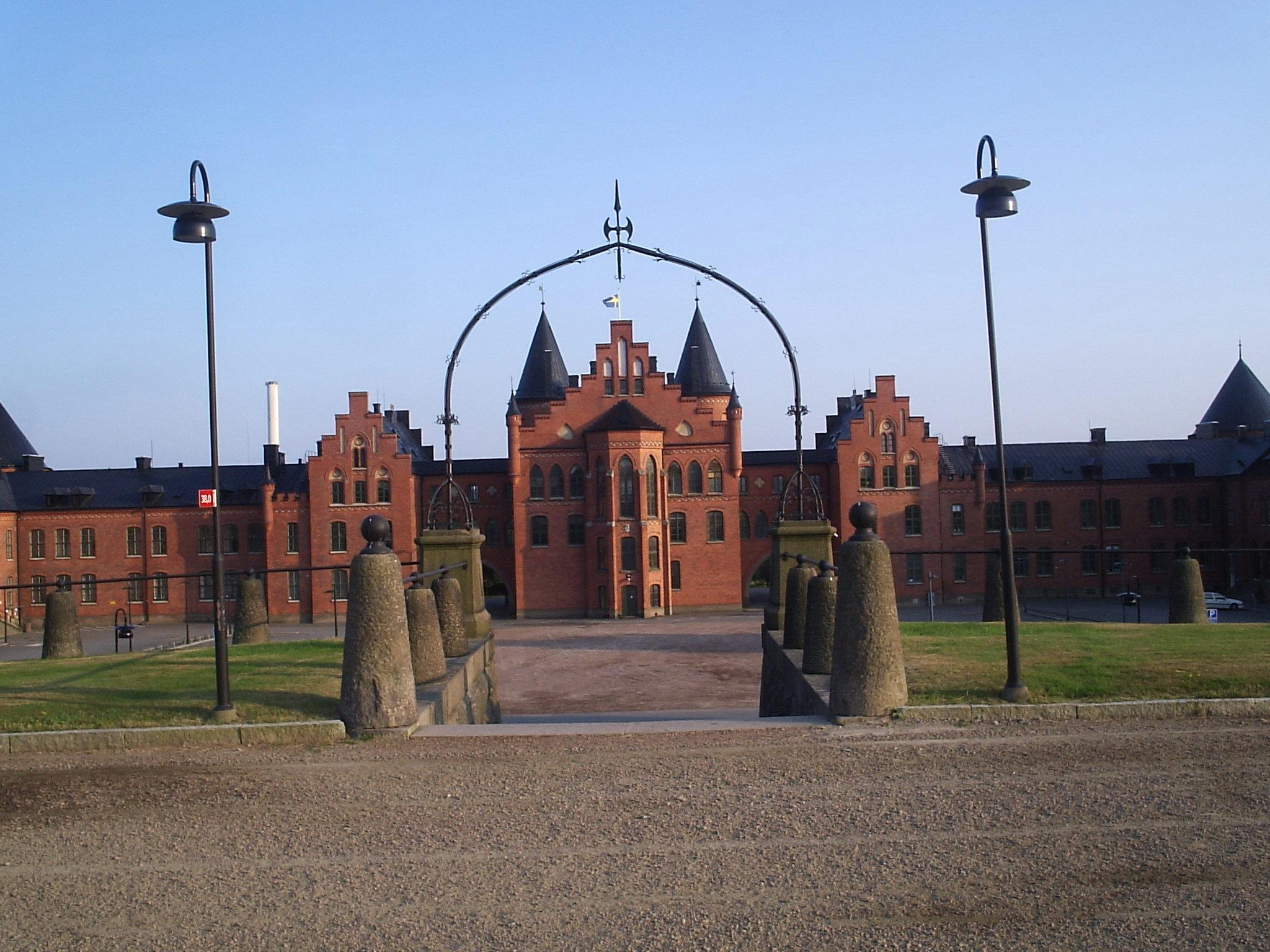
Utsikt från övre plan över kaserngården vid Kvibergs kaserner i Göteborg.
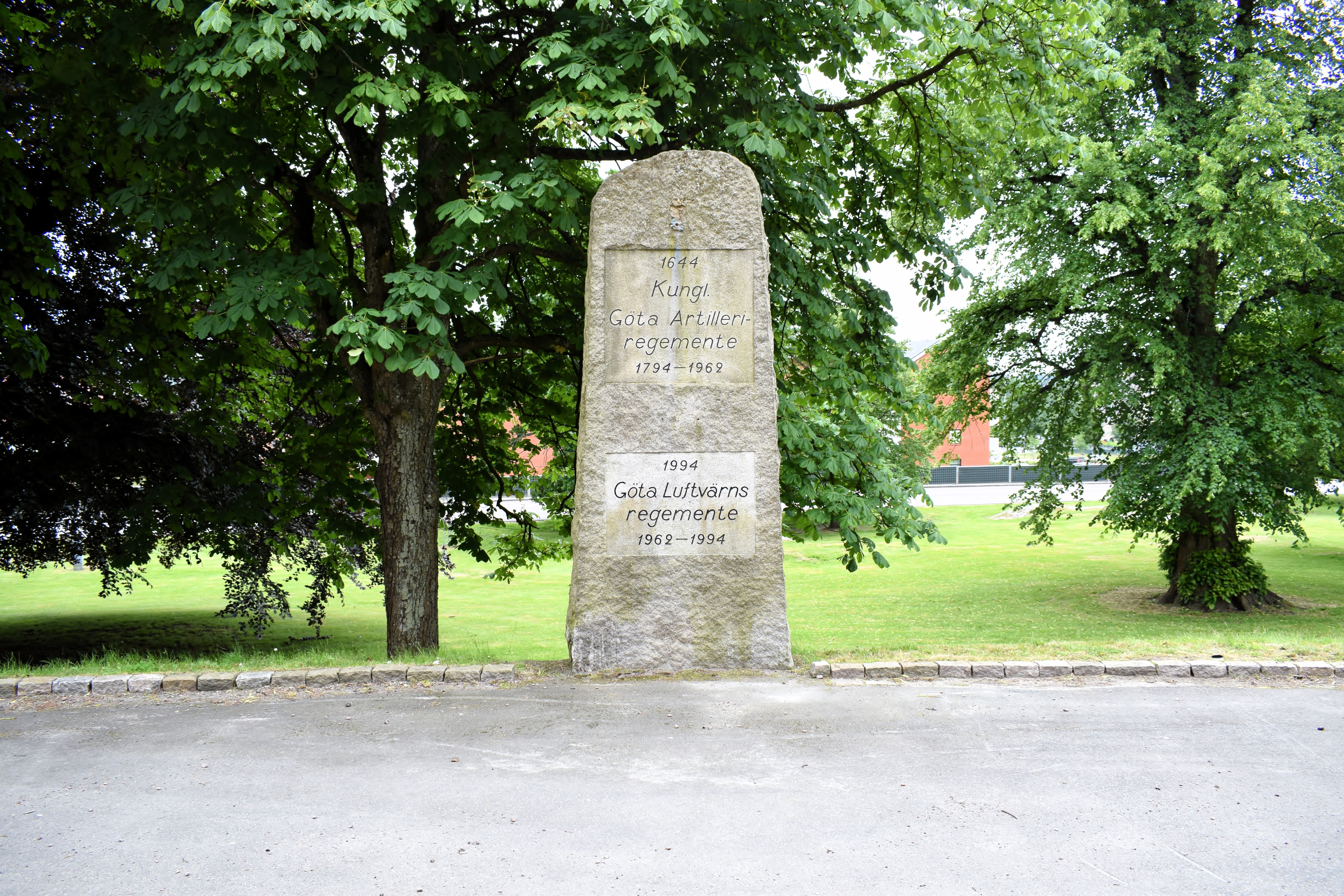
Regementets minnessten i Kviberg.
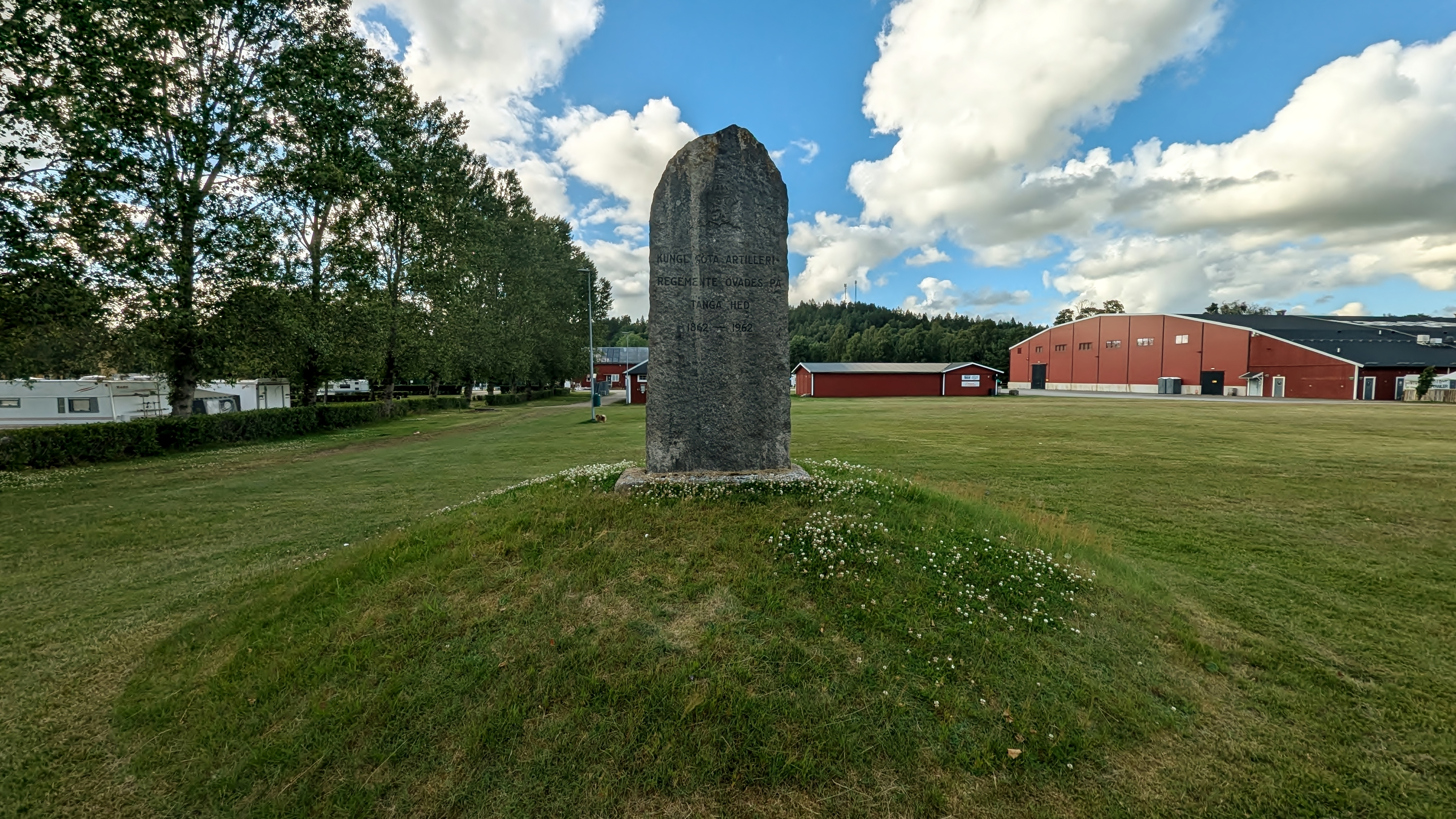
Regementets minnessten i Tånga Hed.
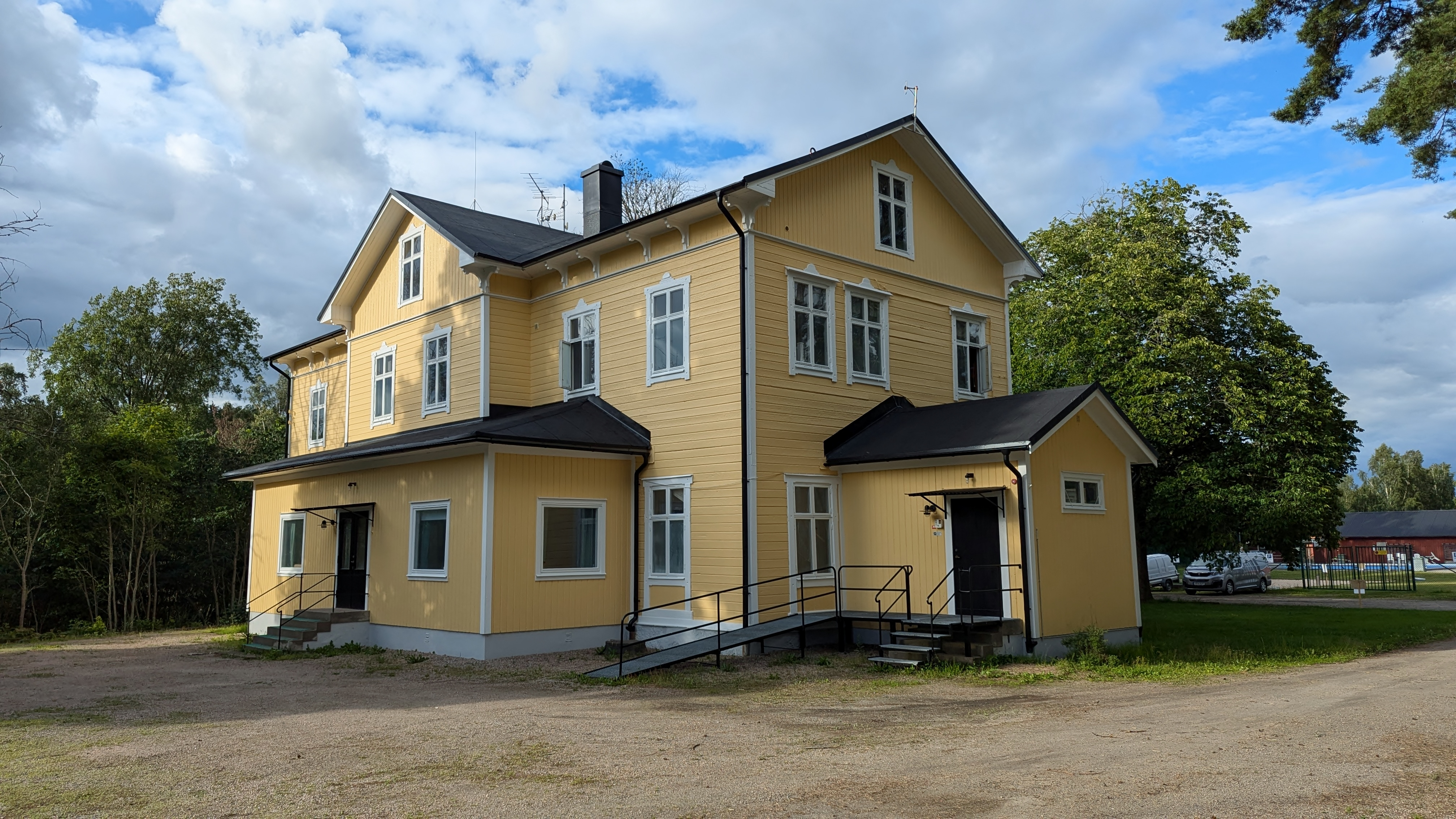
Regementets officersmäss i Tånga Hed.
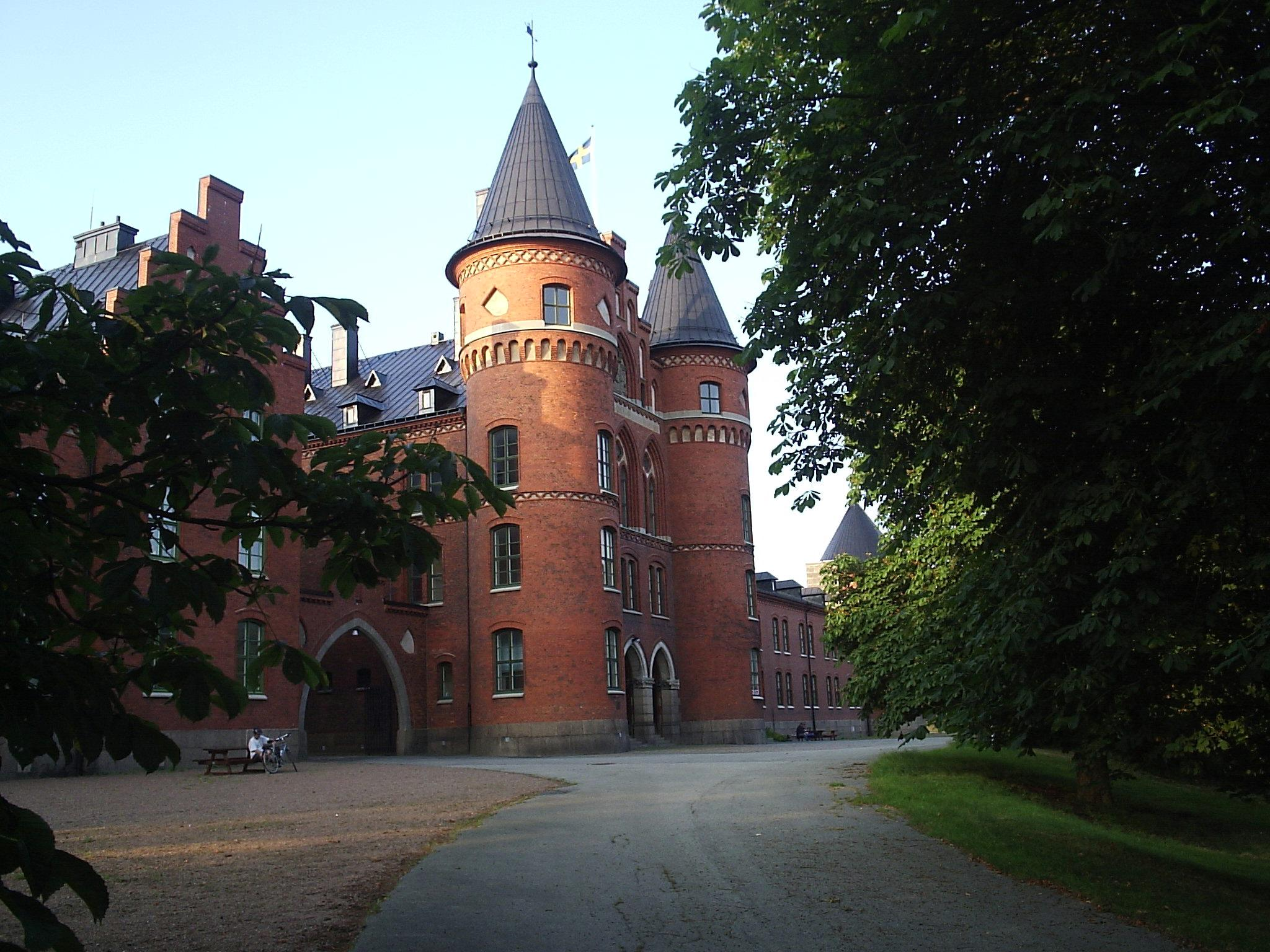
Vy över framsidan av kasernetablissemanget vid Kviberg.
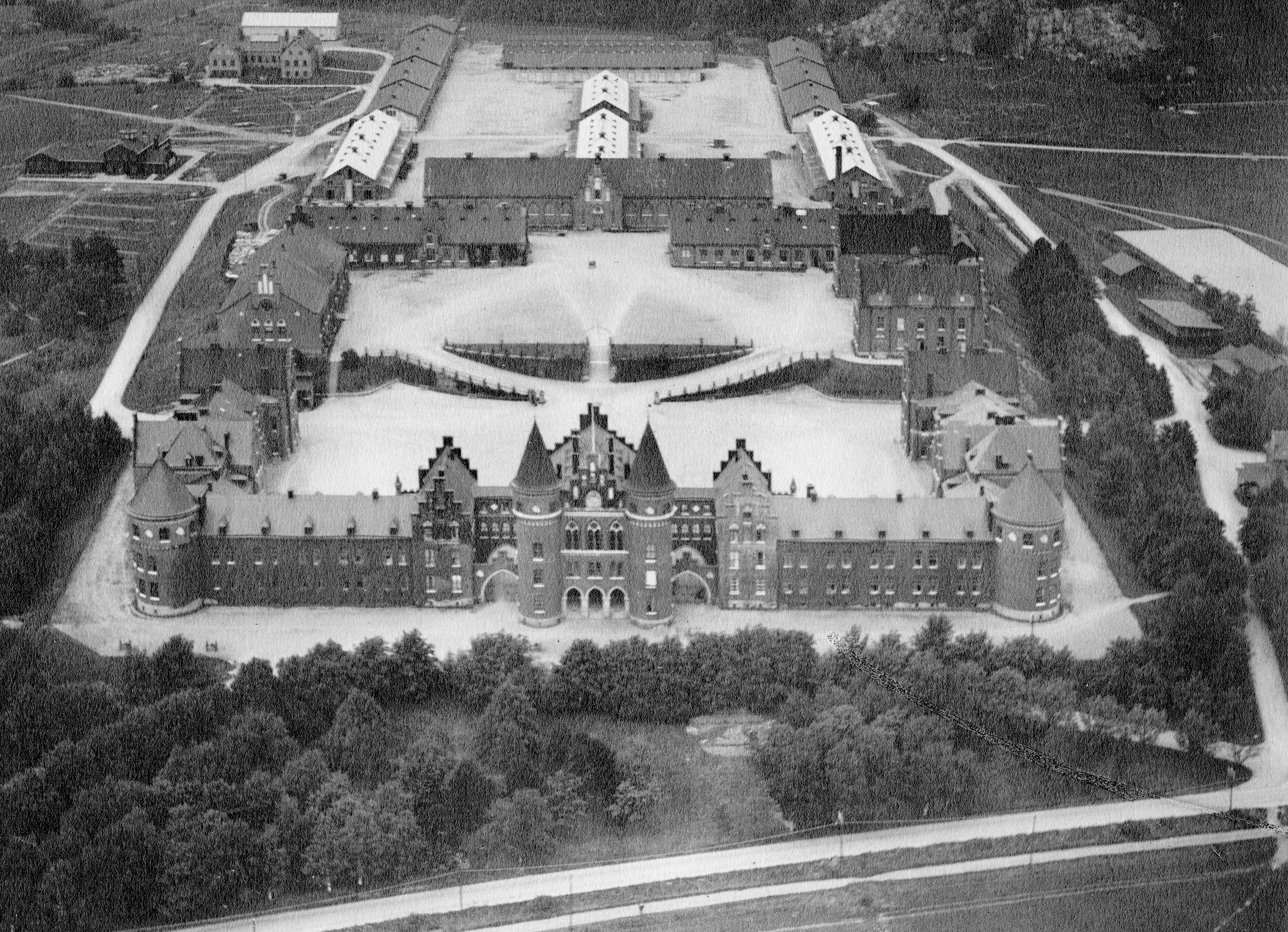
Flygfoto över kasernområdet i Kviberg.
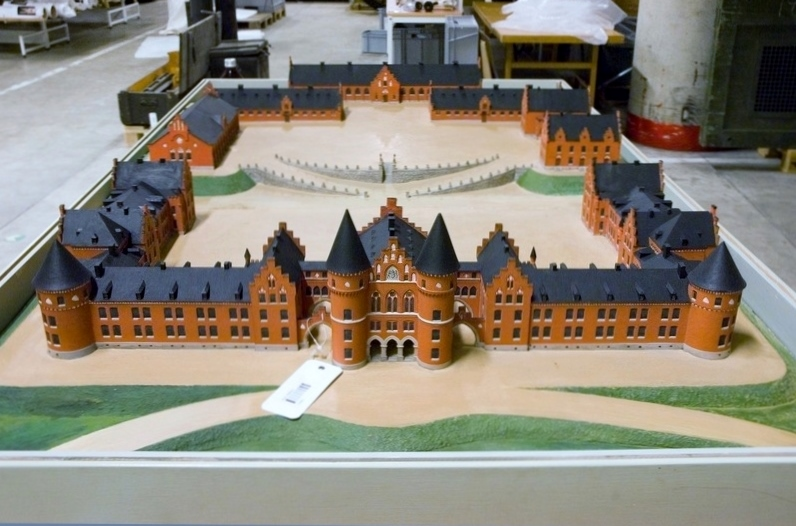
Modell över kasernområdet i Kviberg.
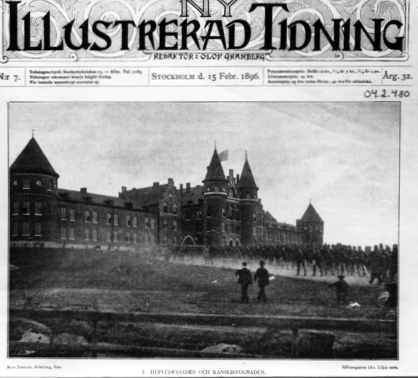
Första Göta artilleriregemente marscherar in i de nya kasernerna vid Kviberg.
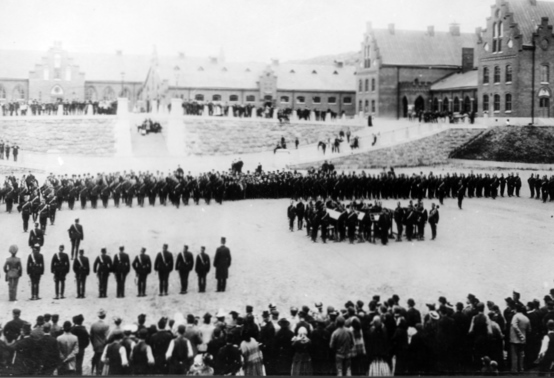
Första Göta Artilleriregemente samlas på kasernplan, efter att marscherat in till de nya kasernerna.